# Fluid Mud

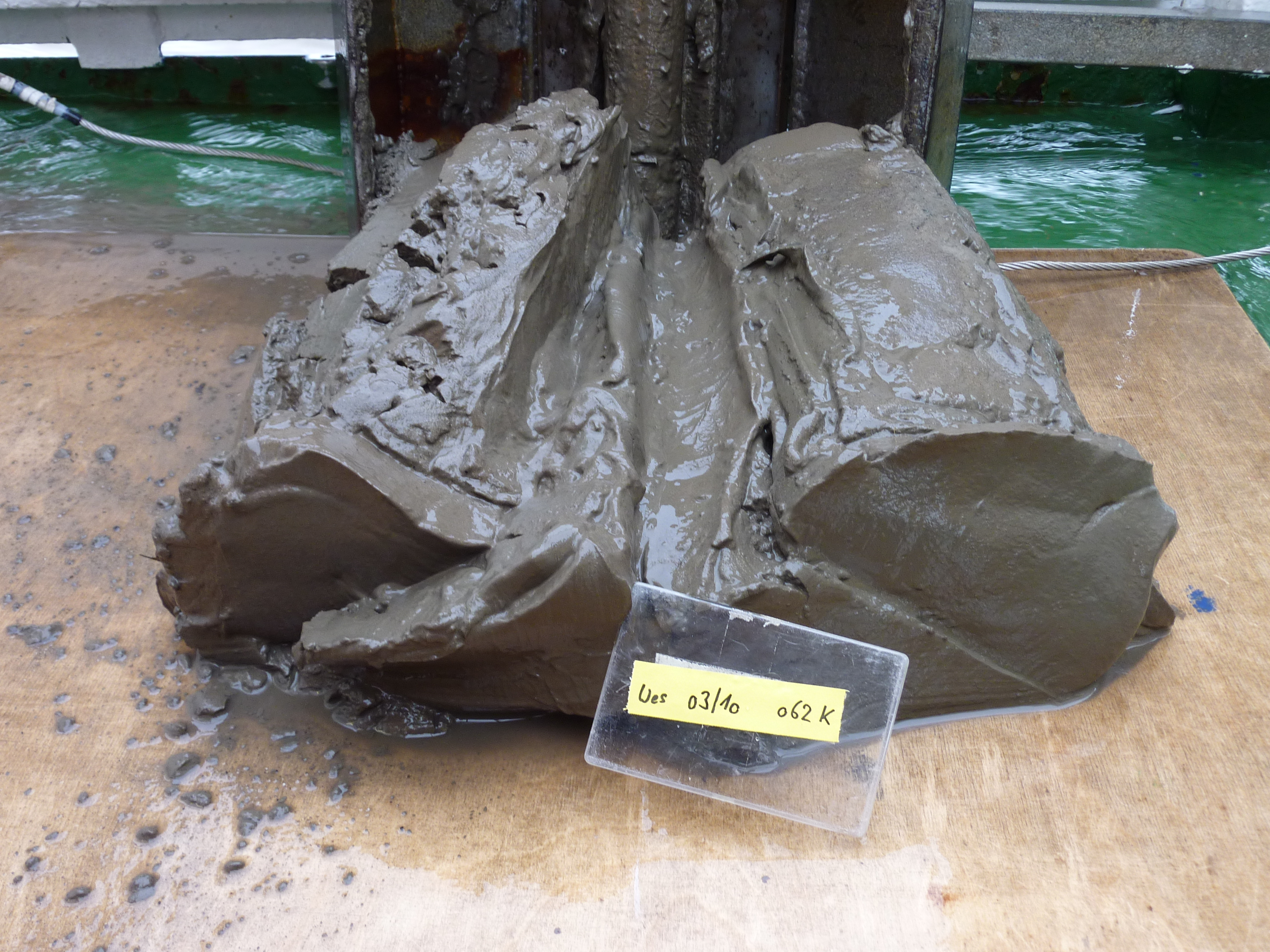
Schlickablagerung im Weserästuar. Verfestigter Fluid Mud wird auch Schlick genannt.

Fluid Mud, gelegentlich auch Flüssigschlick, werden unverfestigte biogene bzw. klastische Sedimentablagerungen genannt, die sich bei bzw. kurz nach Stillwasser in den Trübungszonen von Ästuaren bilden und bei Ebb- oder Flutstrom gänzlich oder zu weiten Teilen wieder resuspendiert werden.